# Kabga
Kabga est une commune rurale située dans le département de Diabo de la province du Gourma dans la région de l'Est au Burkina Faso.

## Géographie
Kabga est situé à 14 km au Sud de Diabo, le chef-lieu du département, et à 1,5 km à l'Ouest de Saatenga sur la route menant à Bissiga dans la province voisine du Boulgou.

## Santé et éducation
Le centre de soins le plus proche de Kabga est le centre de santé et de promotion sociale (CSPS) de Saatenga.